# Mohsen Fakhrizadeh

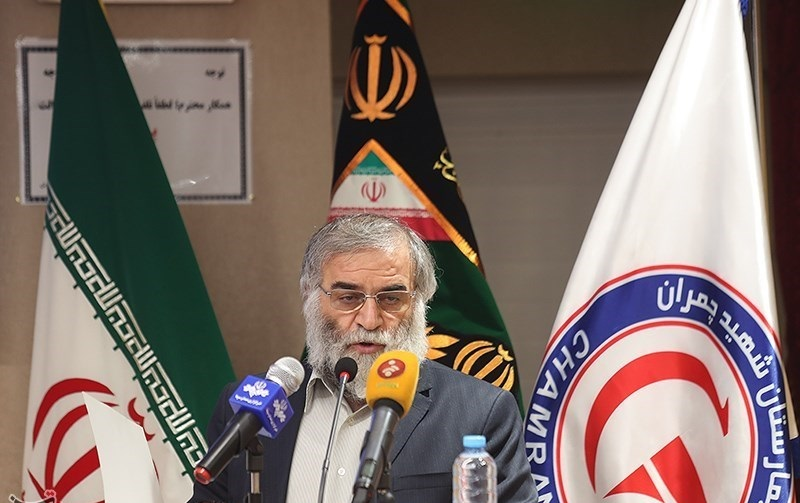
Fakhrizadeh discursando

Mohsen Fakhrizadeh Mahabadi (em persa: محسن فخری زاده مهابادی Fa-Kh-Ree-Zadeh; Qom, 1958 – 27 de novembro de 2020) foi um físico nuclear e cientista iraniano. Ele era considerado o chefe do programa nuclear iraniano.

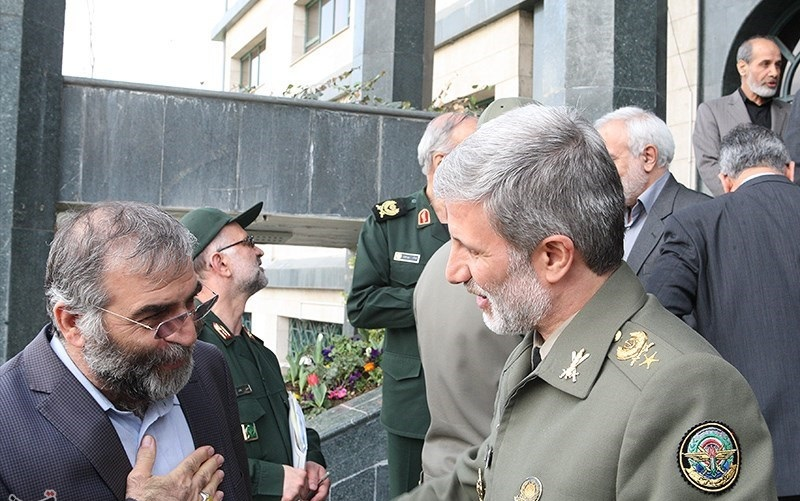
Fakhrizadeh (extrema esquerda) falando com o ministro da Defesa, brigadeiro Hatami

## Vida
Fakhrizadeh ingressou no Corpo da Guarda Revolucionária Islâmica após a revolução iraniana de 1979. Ele frequentou a Universidade Shahid Beheshti e mais tarde recebeu um Ph.D. da Universidade de Isfahan. A partir de 1991, foi professor de física na Universidade Imam Hossein.
Fakhrizadeh liderou a Organização de Inovação e Pesquisa Defensiva e o Projeto Sal Verde. Devido à filiação de Fakhrizadeh ao programa nuclear iraniano, tanto o Conselho de Segurança das Nações Unidas quanto os Estados Unidos ordenaram que seus bens fossem congelados em meados dos anos 2000. No início da década de 2010, ele fundou e liderou a Organização de Inovação e Pesquisa Defensiva, que, segundo os Estados Unidos, realizou pesquisas potencialmente úteis para armas nucleares. O Irã negou que seu programa nuclear tenha um aspecto militar. Em 2018, o primeiro-ministro israelense, Benjamin Netanyahu, disse que Fakhrizadeh era o chefe do Projeto AMAD. Após sua morte, o governo iraniano disse que, em 2020, ele ajudou a desenvolver kits de teste de COVID-19 e uma vacina para uso durante a pandemia.
Em 27 de novembro de 2020, o governo israelense assassinou Fakhrizadeh em uma emboscada rodoviária em Absard usando uma arma autônoma operada por satélite. Em uma entrevista televisiva em junho de 2021, o ex-chefe do Mossad Yossi Cohen ofereceu a admissão mais próxima de Israel até agora de sua responsabilidade pelo assassinato. O governo iraniano classificou o assassinato do cientista como um ato de "terror de Estado". O assassinato aumentou as tensões na região e o legislativo iraniano aprovou um projeto de lei para bloquear as inspeções de seu programa nuclear.